# San Millán de San Zadornil
San Millán de San Zadornil es una localidad del municipio burgalés de Jurisdicción de San Zadornil, en la Comunidad Autónoma de Castilla y León (España). 
La iglesia está dedicada a san Millán abad.

## Localidades limítrofes
Confina con las siguientes localidades:
- Al noreste con Valpuesta.
- Al este con Gurendes y Villanueva de Valdegovía.
- Al sur con Quejo.
- Al suroeste con San Zadornil.
- Al oeste con Arroyo de San Zadornil.
- Al noroeste con Pinedo.

## Demografía
Evolución de la población
| Gráfica de evolución demográfica de San Millán de San Zadornil entre 2000 y 2017 |
|                                                                                  |
| Población de derecho (2000-2017) según el padrón municipal del INE               |

## Historia
Así se describe a San Millán de San Zadornil en el tomo XI del Diccionario geográfico-estadístico-histórico de España y sus posesiones de Ultramar, obra impulsada por Pascual Madoz a mediados del siglo XIX:

Lugar en la provincia, diócesis, audiencia territorial y capitanía general de Burgos (16 leguas), partido judicial de Villarcayo (7), y ayuntamiento titulado de la Junta de San Zadornín (1/4). Situado en un llano combatido de todos los vientos; su clima es frío y las enfermedades que comúnmente se padecen son las inflamaciones. Tiene 33 casas, una escuela a la que asisten 16 alumnos, cuyo maestro no disfruta más dotación que lo que aquellos le pagan; una fuente dentro del pueblo, de la que se surten de agua los vecinos para sus usos, y por último, una iglesia parroquial (San Millán), servida por un cura párroco y un sacristán. Confina el término N Valpuesta; E Gurendes (provincia de Álava); S San Zadornín, y O Corro (de dicha provincia también). El terreno es secano, pero de bastante buena calidad, surcándole un arroyo que descendiendo de Bóveda pasa por el pueblo que se describe; hay también dos montes llamados el uno la Losa, y el otro de la Junta, este poblado de pinos, hayas, encinas y robles, y aquel de las dos últimas clases únicamente; el de la Junta pertenece a los 4 pueblos que componen esta. Caminos: el que dirige a la Rioja. Correos: la correspondencia se recibe de Miranda de Ebro. Producciones: trigo, cebada, maíz, legumbres y patatas; ganado lanar, cabrío y vacuno; y caza de perdices, liebres y codornices. Industria: la agrícola. Población: 33 vecinos, 128 almas. Capital productivo: 100.400 reales. Imponible: 42.915.
Diccionario geográfico-estadístico-histórico de España y sus posesiones de Ultramar